# HDCAM SR

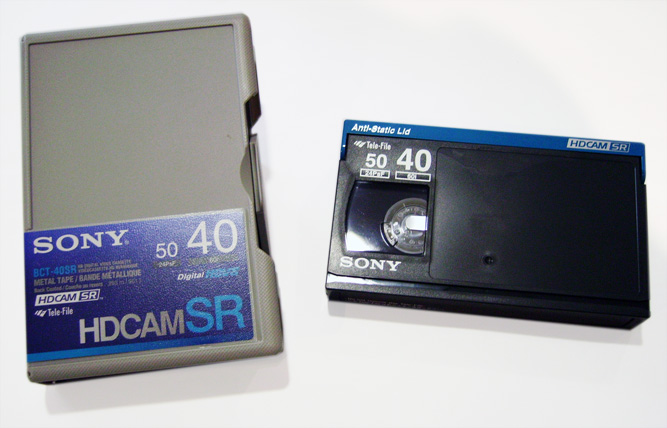
Une cassette HDCAM SR.

Le HDCAM SR est un format vidéo professionnel créé par Sony en 2003.
Il s'agit d'un format numérique Haute Définition en 16/9 natif. Il reste principalement réservé au cinéma numérique et à la publicité, du fait de son coût.

## Caractéristiques techniques du HDCAM SR
- Taille de l'image : 1920x1080
- Compression : MPEG4 Studio Profile/600 Mbit/s ou 800 Mbit/s
- Quantification : 10 bits
- Structure vidéo YCrCb : 4:2:2 ou 4:4:4 (RVB)
- Débit enregistrement : ~440Mbit/s ou 880Mbit/s
- Taux de compression : 2,7:1 (HDCAM SR à 440 Mbits en 4:2:2) ; 4:1 (HDCAM SR à 440 Mbits en 4:4:4); 2:1 (HDCAM SR à 880 Mbits en 4:4:4).
- Cadence enregistrement :
  1. mode progressif : 23,976p, 24p, 25p, 30p, 50p, 60p.
  2. mode entrelacé : 50i, 59.94i, 60i
- Débit du flux de données : 593Mbit/s ou 1186Mbit/s
- Débit du flux vidéo HD-SDI : 1,5 Gb/s pour l'enregistrement 4:2:2; double flux HD-SDI (2x 1,5 Gb/s) ou liaison HD-SDI à 3 Gb/s pour l'enregistrement 4:4:4
- Audio : 12 canaux d'audio numérique AES/EBU 24-bit/48 kHz

## Dénomination matériel
- Magnétoscopes[1] : 
  - Lecteur de studio : SRW 5100 ;
  - Enregistreur de studio : SRW 5000, SRW 5500, SRW 5800 ;
  - Enregistreur de tournage : SRW 1.
- Caméscopes[1] :
  - Caméscope tri CCD 2/3" : SRW-9000 ;
  - Caméscope mono CCD 35mm : SRW-9000PL.